# 큰뿔표문쥐치
큰뿔표문쥐치(Naso brevirostris)는 양쥐돔목 양쥐돔과에 속하는 물고기이다. 몸길이가 1m를 넘어 양쥐돔과의 어류에서 대형어류에 속한다.

## 특징과 먹이
큰뿔표문쥐치는 일반적인 표문쥐치에 비해서 더욱 큰 뿔의 모양에 돌기를 가지고 있는 물고기이다. 몸은 앞쪽이 매우 아름다운 청록색을 띠고 있으며 뒤쪽은 진청색을 띠고 있는 어류이고 지느러미는 모두 푸른색을 띤다. 꼬리지느러미의 후부가 초승달의 모양이 아닌 뭉특하게 평평하며 몸에는 검은색의 얼룩무늬들이 있어 매우 아름다운 물고기이다. 먹이는 유어인 시기엔 동물성플랑크톤을 섭이하며 성어가 되면 새우와 같은 갑각류와 해조류를 모두 먹는 잡식성 물고기가 된다. 바닷물고기로서 매우 아름다운 어종이기 때문에 관상어로도 인기가 많으며 아쿠아리움에서도 찾아볼 수가 있는 물고기이다.

## 서식지
큰뿔표문쥐치의 주요서식지는 인도양과 태평양의 전역에 널리 퍼져서 서식하며 수심 10~100m의 산호초와 해조류가 번성한 암초지대에 주로 서식하는 표해수대의 어류이다.

## 같이 보기
- 양쥐돔목
- 양쥐돔과